# Березовське сільське поселення (Солнечний район)
Бере́зовське сільське поселення (рос. Берёзовское сельское поселение) — сільське поселення у складі Солнечного району Хабаровського краю Росії.
Адміністративний центр — селище Березовий.

## Населення
Населення сільського поселення становить 5094 особи (2019; 5714 у 2010, 6021 у 2002).

## Склад
До складу сільського поселення входять:
| Населений пункт   | Населення, осіб (2002) | Населення, осіб (2010) |
| ----------------- | ---------------------- | ---------------------- |
| Березовий, селище | 5803                   | 5498                   |
| Тавлінка, село    | 218                    | 216                    |